# Herman Kähler
Herman August Kähler, född 6 mars 1846 i Næstved, död 16 november 1917, var en dansk keramiker.
Herman Kähler var son till keramikern och kakelugnsmakaren Joachim Christian Herman Kähler (död 1884), som flyttat till Næstved från Holstein 1839, och Mariane Sophie Capmann, samt bror till keramikern Carl Fredrik Kähler. Han lärde hantverket i sin fars verkstad i Næstved och utbildade sig i teknisk skola i Næstved och Köpenhamn samt hos Herman Wilhelm Bissen vintern 1864–65. Han studerade också i Tyskland och Schweiz 1865–67. Han övertog 1872 faderns firma, som han senare kallade HAK och drev fram till sin död. Hans arbeten kännetecknas av en stark prägel av den äldre allmogekeramiken, som i hans formgivning upplevden en renässans och förnyelse. Särskilt känd är hans röda lysterglasyr. Större prydnadsföremål utsmyckades ofta med skulpterade detaljer. 
Kähler lyckades till sin verkstad knyta flera av sin samtids främsta förmågor på det konstindustriella området som Karl Hansen Reistrup, Thorvald Bindesbøll, Lorenz Frölich, Svend Hammershøi och Lauritz Andersen Ring.
Han gifte sig 1873 med Jansine Elisabeth Christine Berg (född 1848). Hans son Herman Hans Christian Kähler (1876-1940), som tagit över driften av företaget 1901, fortsatte att driva det efter Herman Köhlers död 1917. 

## Bildgalleri

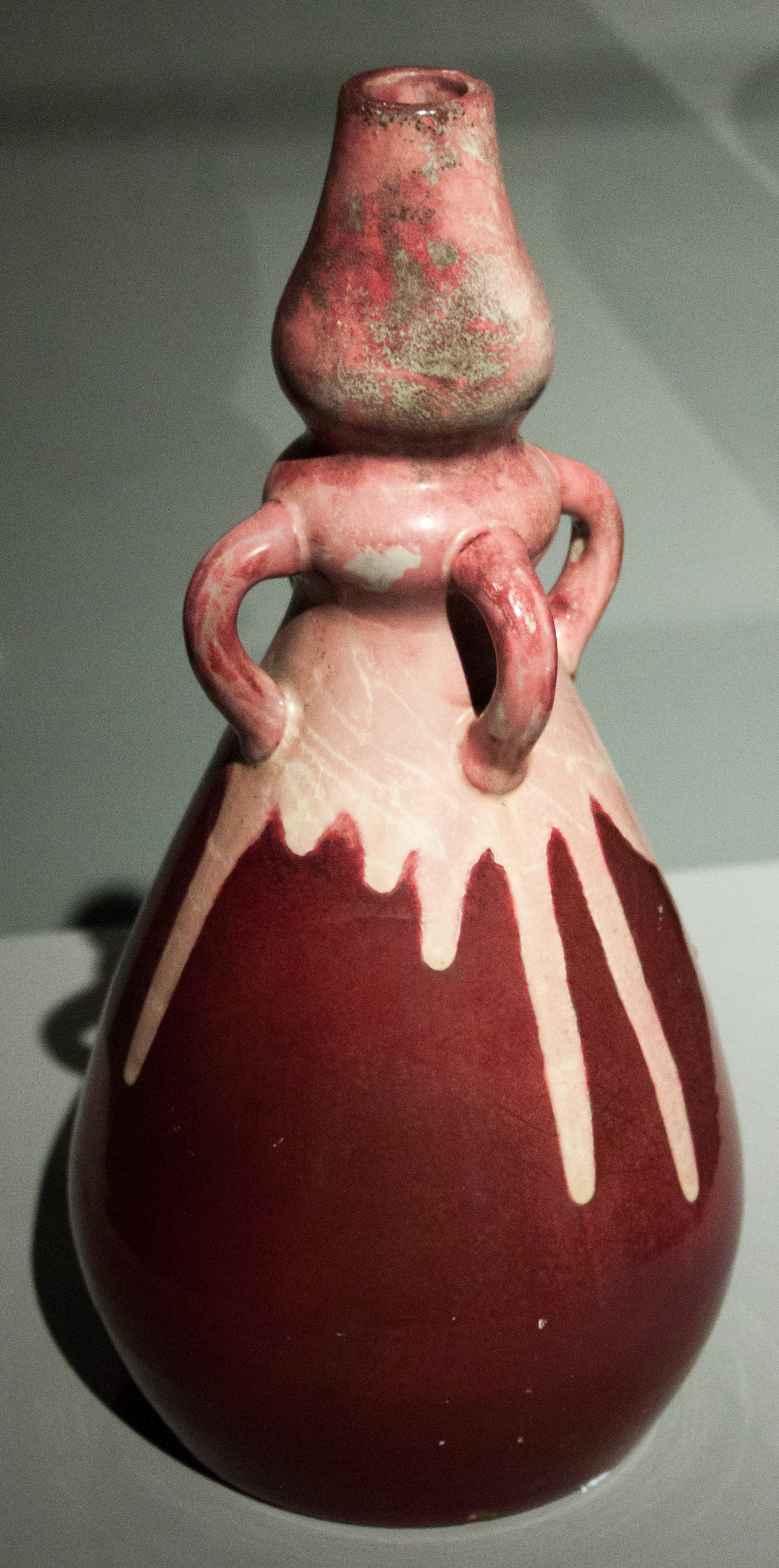
Vase med fire håndtag og krakket glasur, 1900
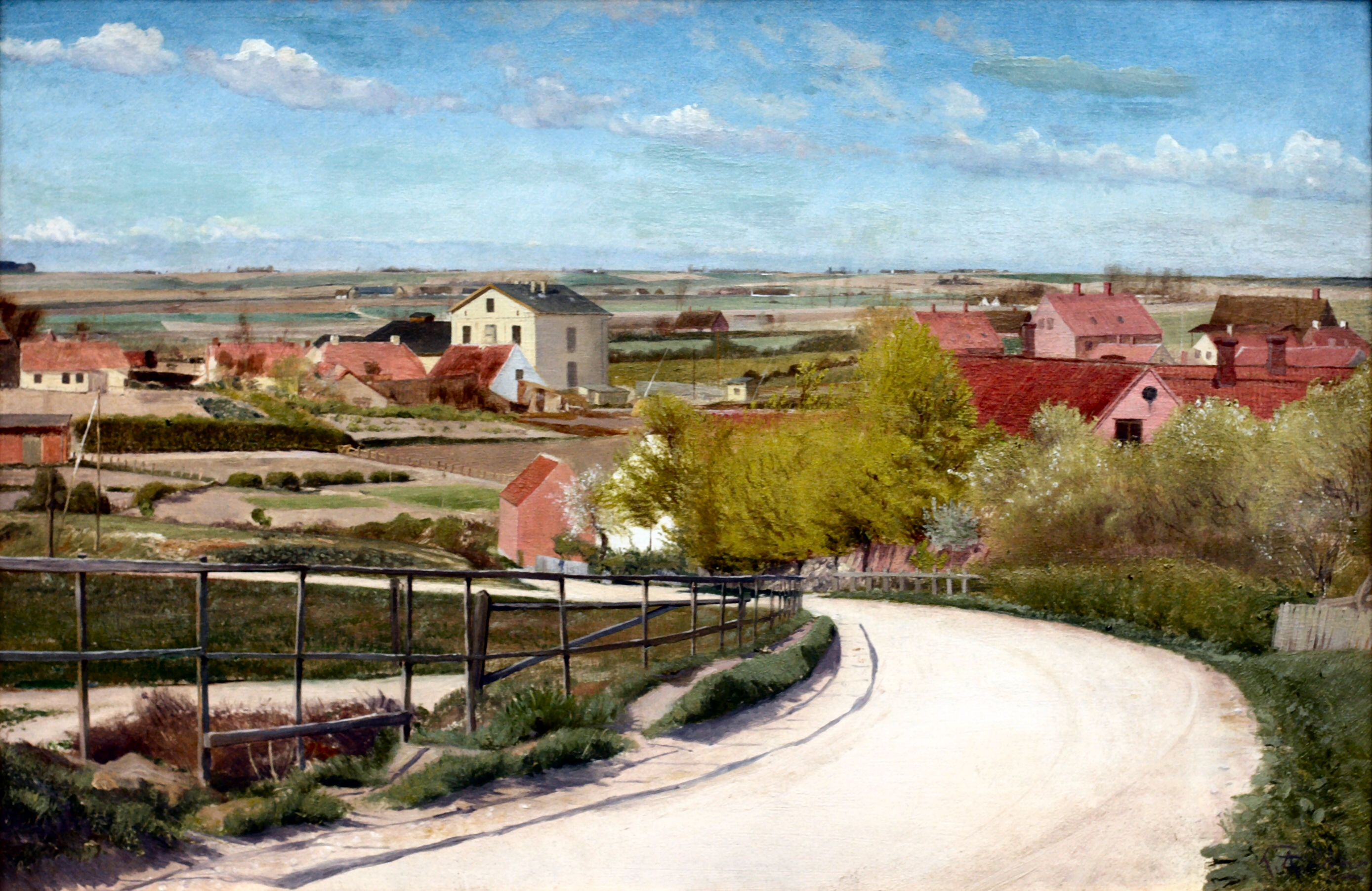
Kählers hus bakom Banken i Næstved, målad av L.A. Ring 1895
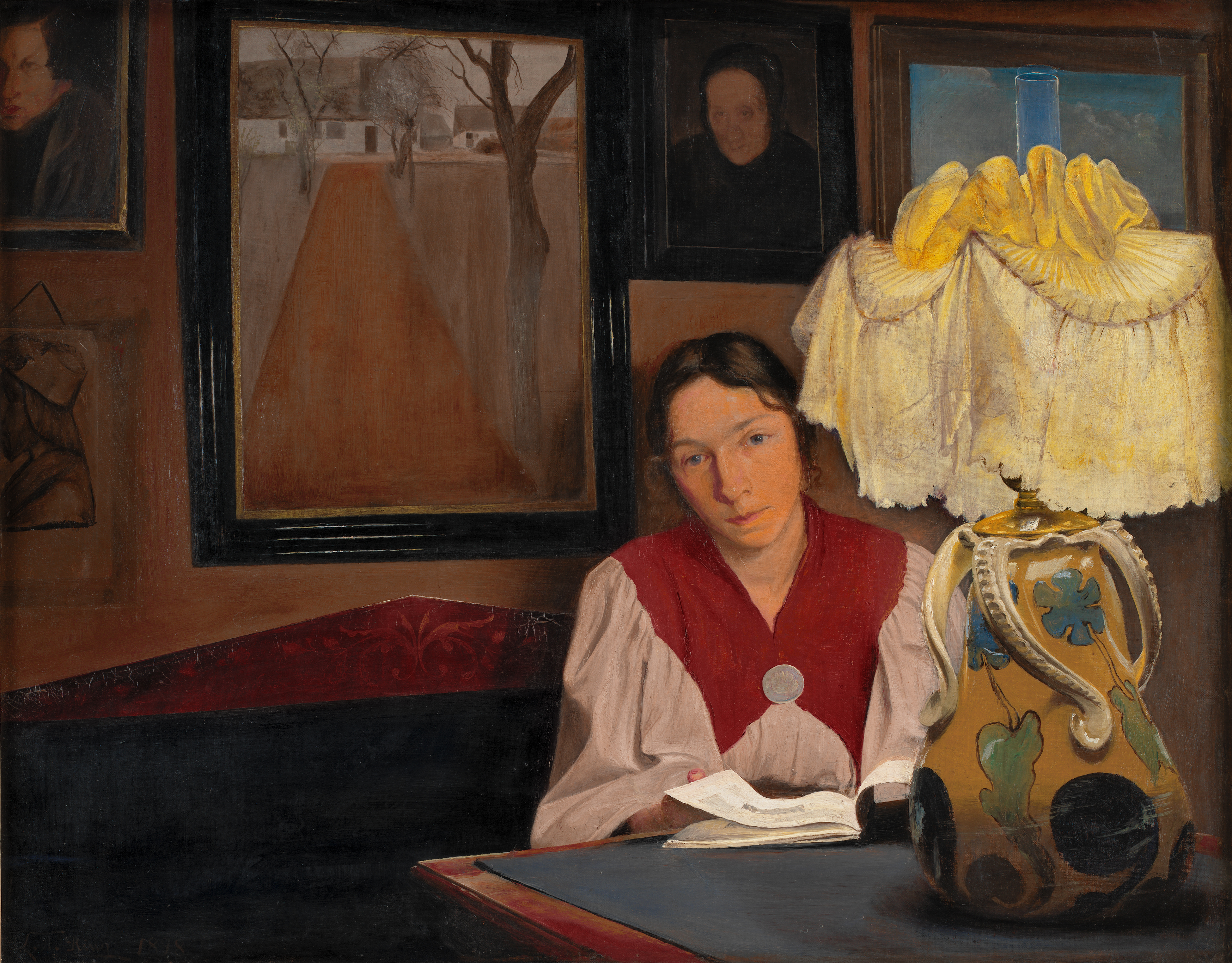
Lampljus, interiör med Herman Kählers hustru Jansine Elisabeth Christine Berg, målad av L.A. Ring 1898